# 프레드 이와누익
프레드 어와닉(Fred Ewanuick, 영어 발음: /əˈwɑːnɪk/, 1971년 6월 23일 ~ )은 캐나다의 배우이다.
포트무디에서 태어났다.

## 출연 작품
- 스윈들 (2013년) - 폴 스윈델 역
- 프렌치 이머전 (2011년)
- 댄 포 메이어 (2010년)
- 블랙 아이 독 (2006년)
- 사일런트 월드 (2005년) - 필립 역
- 저스트 프렌드 (2005년) - 척 역
- 체스넛: 센트럴 파크의 영웅 (2004년) - 애니 역
- 주차단속원, 그랜트 파커 (2003년)
- 총각은 어려워 (2003년) - 제프 역
- 코어 (2003년) - 비행 엔지니어 인데버 역
- 스타크 레이빙 매드 (2002년)
- 산타클로스 2 (2002년)
- 댄 포 메이어

### 텔레비전
- 다크 엔젤 (2001-02)
- Robson Arms (2005-08)